# Retrograad (woordenlijst)

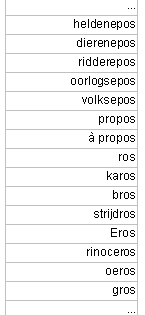
Voorbeeld van een gedeelte van een retrograde woordenlijst

Retrograad is een woordenboek dat of een woordenlijst die alfabetisch is opgesteld op basis van de laatste letter van elk woord, in tegenstelling tot een gewoon woordenboek, dat is opgesteld op volgorde van de eerste letter van elk woord.
In een retrograde woordenlijst staan alle woorden met dezelfde uitgang bijeen. In medische vakterminologie, die op het Latijn is gebaseerd, staan bijvoorbeeld zo alle woorden bij elkaar die eindigen op op -itis, woorden die betrekking hebben op een ontsteking van weefsel (artritis, balanitis, gastritis, hepatitis enz.).
Een retrograde woordenlijst kan ook een hulpmiddel zijn bij het zoeken van rijmwoorden. Woorden met dezelfde uitgang zijn echter niet altijd ook rijmwoorden, omdat ze kunnen verschillen van klemtoon, in metrum of in uitspraak.
Het eerste retrograde woordenboek van het Nederlands was het Retrograde woordenboek van de Nederlandse taal van E.R. Nieuwborg, dat uit 1969 dateert en dat in 1978 een tweede druk beleefde.
Het Retrograad woordenboek van het Middelnederlands verscheen in 1972. Het werd met behulp van ponskaarten opgesteld door de Nederlandse taalkundige Berend van den Berg. Voor die tijd was dat een revolutionaire en moderne techniek. 
Het Groot schimpnamenboek van Nederland uit 1998 bevat een retrograad register.